# BR-080
De BR-080 is een federale snelweg in Brazilië. De snelweg is een radiale weg en verbindt de hoofdstad Brasilia met São Miguel do Araguaia in de deelstaat Goiás in noordwestelijke richting.
De weg had moeten lopen tot de grens met Colombia in de staat Amazonas, maar is nooit als een prioritaire route beschouwd. Bovendien zou de aanleg met grote technische moeilijkheden gepaard zijn gegaan. Om dit deel van Brazilië te bereiken vanuit de hoofdstad worden de wegen MT-322, AM-254, AM-070, AM-352 en BR-210 gebruikt. 

## Lengte en staten
De snelweg loopt door het Federaal District en de staat Goiás.

## Steden
Langs de route liggen de volgende steden:
- Brasilia
- Padre Bernardo
- Barro Alto
- Uruaçu

onderbroken
- São Miguel do Araguaia